# Swiss Ladies Open
Swiss Ladies Open – żeński turniej tenisowy kategorii WTA 250 zaliczany do cyklu WTA Tour, rozgrywany począwszy od sezonu 2016, najpierw w Gstaad, od 2019 roku zaś na ceglanych kortach w szwajcarskiej Lozannie. Początki turnieju sięgają roku 1962. Przez ponad trzydzieści lat turniej rozgrywany był w kilku szwajcarskich miastach. Ostatnią edycję przed dwudziestodwuletnią przerwą wygrała Lindsay Davenport.
Od 1915 roku w Gstaad były rozgrywane zawody męskie – Swiss Open Gstaad.

## Historia nazw turnieju
| Rok       | Nazwa                        |
| 1962–1967 | Swiss Championships          |
| 1968-1980 | Swiss Open Championships     |
| 1981–1982 | Toyota Swiss Open            |
| 1983–1985 | Swiss Open                   |
| 1986–1989 | European Open                |
| 1990–1991 | Geneva European Open         |
| 1992–1993 | Lucerne Ladies European Open |
| 1994      | Eurocard Open                |
| 2016–2018 | Ladies Championship Gstaad   |
| od 2019   | Ladies Open Lausanne         |

## Mecze finałowe

### Gra pojedyncza kobiet
| Rok               | Miejsce   | Zwyciężczyni                                          | Finalistka                                            | Wynik                                                 |
| 2022              | Lozanna   | Petra Martić                                          | Olga Danilović                                        | 6:4, 6:2                                              |
| 2021              | Lozanna   | Tamara Zidanšek                                       | Clara Burel                                           | 4:6, 7:6(5), 6:1                                      |
| 2020              | Lozanna   | Turniej anulowano z powodu pandemii COVID-19          | Turniej anulowano z powodu pandemii COVID-19          | Turniej anulowano z powodu pandemii COVID-19          |
| 2019              | Lozanna   | Fiona Ferro                                           | Alizé Cornet                                          | 6:1, 2:6, 6:1                                         |
| 2018              | Gstaad    | Alizé Cornet                                          | Mandy Minella                                         | 6:4, 7:6(6)                                           |
| 2017              | Gstaad    | Kiki Bertens                                          | Anett Kontaveit                                       | 6:4, 3:6, 6:1                                         |
| 2016              | Gstaad    | Viktorija Golubic                                     | Kiki Bertens                                          | 4:6, 6:3, 6:4                                         |
| 1995–2015         | 1995–2015 | Turniej nie był rozgrywany                            | Turniej nie był rozgrywany                            | Turniej nie był rozgrywany                            |
| 1994              | Lucerna   | Lindsay Davenport                                     | Lisa Raymond                                          | 7:6(3), 6:4                                           |
| 1993              | Lucerna   | Lindsay Davenport                                     | Nicole Bradtke                                        | 6:1, 4:6, 6:2                                         |
| 1992              | Lucerna   | Amy Frazier                                           | Radka Zrubáková                                       | 6:4, 4:6, 7:5                                         |
| 1991              | Genewa    | Manuela Maleewa-Fragniere                             | Helen Kelesi                                          | 6:3, 3:6, 6:3                                         |
| 1990              | Genewa    | Barbara Paulus                                        | Helen Kelesi                                          | 2:6, 7:5, 7:6(3)                                      |
| 1989              | Genewa    | Manuela Maleewa-Fragniere                             | Conchita Martínez                                     | 6:4, 6:0                                              |
| 1988              | Genewa    | Barbara Paulus                                        | Lori McNeil                                           | 6:4, 5:7, 6:1                                         |
| 1987              | Genewa    | Chris Evert                                           | Manuela Maleewa                                       | 6:3, 4:6, 6:2                                         |
| 1986              | Lugano    | Raffaella Reggi                                       | Manuela Maleewa                                       | 5:7, 6:3, 7:6(6)                                      |
| 1985              | Lugano    | Bonnie Gadusek                                        | Manuela Maleewa                                       | 6:2, 6:2                                              |
| 1984              | Lugano    | Manuela Maleewa                                       | Iva Budařová                                          | 6:1, 6:1                                              |
| 1983              | Lugano    | Zawody przerwane po trzeciej rundzie z powodu deszczu | Zawody przerwane po trzeciej rundzie z powodu deszczu | Zawody przerwane po trzeciej rundzie z powodu deszczu |
| 1982              | Lugano    | Chris Evert                                           | Andrea Temesvári                                      | 6:0, 6:3                                              |
| 1981              | Lugano    | Chris Evert                                           | Virginia Ruzici                                       | 6:1, 6:1                                              |
| 1979–1980         | 1979–1980 | Turniej nie był rozgrywany                            | Turniej nie był rozgrywany                            | Turniej nie był rozgrywany                            |
| 1978              | Gstaad    | Virginia Ruzici                                       | Petra Delhees                                         | 6:2, 6:2                                              |
| 1977              | Gstaad    | Lesley Hunt                                           | Helen Gourlay Cawley                                  | 4:6, 7:5, 6:1                                         |
| 1976              | Gstaad    | Michèle Gurdal                                        | Gail Lovera                                           | 4:6, 6:2, 6:3                                         |
| 1975              | Gstaad    | Glynis Coles                                          | Linky Boshoff                                         | 9:7, 2:6, 8:6                                         |
| 1974              | Gstaad    | Helga Schultze-Hösl                                   | Lea Pericoli                                          | 4:6, 6:4, 6:3                                         |
| 1973              | Gstaad    | Julie Anthony                                         | Raquel Giscafré                                       | 6:4, 7:5                                              |
| 1972              | Gstaad    | Kazuko Sawamatsu                                      | Pam Teeguarden                                        | 6:3, 4:6, 6:2                                         |
| 1971              | Gstaad    | Françoise Durr                                        | Lesley Hunt                                           | 6:3, 6:3                                              |
| 1970              | Gstaad    | Rosie Casals                                          | Françoise Durr                                        | 6:2, 5:7, 6:2                                         |
| 1969              | Gstaad    | Françoise Durr                                        | Rosie Casals                                          | 6:4, 4:6, 6:2                                         |
| 1968 (lipiec)     | Gstaad    | Annette Du Plooy                                      | Julie Heldman                                         | 6:1, 6:0                                              |
| 1968 (czerwiec)   | Lugano    | Annette Du Plooy                                      | Helga Niessen                                         | 6:3, 6:3                                              |
| Początek Ery Open |           |                                                       |                                                       |                                                       |
| 1967              | Gstaad    | Annette Van Zyl                                       | Jan Lehane                                            | 6:1, 3:6, 6:3                                         |
| 1966              | Gstaad    | Helga Schultze                                        | Sonja Pachta                                          | 6:1, 6:1                                              |
| 1965              | Lugano    | Norma Baylon i Edda Buding                            | Norma Baylon i Edda Buding                            | 6:1, 10:12, 5:5                                       |
| 1964 (lipiec)     | Gstaad    | Margaret Smith                                        | Lesley Turner                                         | 6:4, 6:2                                              |
| 1964 (czerwiec)   | Lozanna   | Margaret Smith                                        | Jan Lehane                                            | 2:6, 8:6, 6:2                                         |
| 1963              | Gstaad    | Robyn Ebbern                                          | Lesley Turner                                         | 6:3, 6:4                                              |
| 1962              | Lugano    | Margaret Smith                                        | Lesley Turner                                         | 6:2, 6:1                                              |

### Gra podwójna kobiet
| Rok               | Miejsce     | Zwyciężczynie                                              | Finalistki                                                 | Wynik                                                      |
| 2022              | Lozanna     | Olga Danilović Kristina Mladenovic                         | Ulrikke Eikeri Tamara Zidanšek                             | walkower                                                   |
| 2021              | Lozanna     | Susan Bandecchi Simona Waltert                             | Ulrikke Eikeri Walendini Gramatikopulu                     | 6:3, 6:7(3), 10–5                                          |
| 2020              | Lozanna     | Turniej anulowano z powodu pandemii COVID-19               | Turniej anulowano z powodu pandemii COVID-19               | Turniej anulowano z powodu pandemii COVID-19               |
| 2019              | Lozanna     | Anastasija Potapowa Jana Sizikowa                          | Monique Adamczak Han Xinyun                                | 6:2, 6:4                                                   |
| 2018              | Gstaad      | Alexa Guarachi Desirae Krawczyk                            | Lara Arruabarrena Timea Bacsinszky                         | 4:6, 6:4, 10–6                                             |
| 2017              | Gstaad      | Kiki Bertens Johanna Larsson                               | Viktorija Golubic Nina Stojanović                          | 7:6(4), 4:6, 10–7                                          |
| 2016              | Gstaad      | Lara Arruabarrena Xenia Knoll                              | Annika Beck Jewgienija Rodina                              | 6:1, 3:6, 10–8                                             |
| 1995–2015         | 1995–2015   | Turniej nie był rozgrywany                                 | Turniej nie był rozgrywany                                 | Turniej nie był rozgrywany                                 |
| 1994              | Lucerna     | Zawody anulowane po dwóch ćwierćfinałach z powodu deszczu. | Zawody anulowane po dwóch ćwierćfinałach z powodu deszczu. | Zawody anulowane po dwóch ćwierćfinałach z powodu deszczu. |
| 1993              | Lucerna     | Mary Joe Fernández Helena Suková                           | Lindsay Davenport Marianne Werdel                          | 6:2, 6:4                                                   |
| 1992              | Lucerna     | Amy Frazier Elna Reinach                                   | Karina Habšudová Marianne Werdel                           | 7:5, 6:2                                                   |
| 1991              | Genewa      | Nicole Bradtke Elizabeth Smylie                            | Cathy Caverzasio Manuela Maleewa-Fragniere                 | 6:1, 6:2                                                   |
| 1990              | Genewa      | Louise Field Dianne Van Rensburg                           | Elise Burgin Betsy Nagelsen                                | 5:7, 7:6(2), 7:5                                           |
| 1989              | Genewa      | Katrina Adams Lori McNeil                                  | Łarysa Sawczenko Natalla Zwierawa                          | 2:6, 6:3, 6:4                                              |
| 1988              | Genewa      | Christiane Jolissaint Dianne Van Rensburg                  | Maria Lindström Claudia Porwik                             | 6:1, 6:3                                                   |
| 1987              | Genewa      | Betsy Nagelsen Elizabeth Smylie                            | Laura Gildemeister Catherine Tanvier                       | 4:6, 6:4, 6:3                                              |
| 1986              | Lugano      | Elise Burgin Betsy Nagelsen                                | Jenny Byrne Janine Thompson                                | 6:2, 6:3                                                   |
| 1985              | Lugano      | Bonnie Gadusek Helena Suková                               | Bettina Bunge Eva Pfaff                                    | 6:2, 6:4                                                   |
| 1984              | Lugano      | Christiane Jolissaint Marcella Mesker                      | Iva Budařová Marcela Skuherska                             | 6:4, 6:3                                                   |
| 1983              | Lugano      | Christiane Jolissaint Marcella Mesker                      | Petra Delhees Pat Medrado                                  | 6:2, 3:6, 7:5                                              |
| 1982              | Lugano      | Candy Reynolds Paula Smith                                 | Joanne Russell Virginia Ruzici                             | 6:2, 6:4                                                   |
| 1981              | Lugano      | Rosalyn Fairbank Tanya Harford                             | Candy Reynolds Paula Smith                                 | 2:6, 6:1, 6:4                                              |
| 1979–1980         | 1979–1980   | Turniej nie był rozgrywany                                 | Turniej nie był rozgrywany                                 | Turniej nie był rozgrywany                                 |
| 1978              | Gstaad      | Barbara Jordan Betsy Nagelsen                              | Lea Antonoplis Diane Evers                                 | 6:4, 6:3                                                   |
| 1977              | Gstaad      | Helen Gourlay Cawley Rayni Fox                             | Mary Carillo Lesley Hunt                                   | 6:0, 6:4                                                   |
| 1976              | Gstaad      | Betsy Nagelsen Wendy Turnbull                              | Brigitte Cuypers Annette Du Plooy                          | 6:4, 6:4                                                   |
| 1975              | Gstaad      | Linky Boshoff Lea Pericoli                                 | Glynis Coles Belinda Thompson                              | 7:5, 6:1                                                   |
| 1974              | Gstaad      | Helga Schultze-Hösl Lea Pericoli                           | Kayoko Fukuoka Michelle Rodriguez                          | 6:2, 6:0                                                   |
| 1973              | Gstaad      | Julie Anthony Raquel Giscafré                              | Chang Ching-Ling Carmen Coronado                           | 6:2, 6:0                                                   |
| 1972              | Gstaad      | Fiorella Bonicelli María-Isabel Fernández                  | Julie Heldman Pam Teeguarden                               | 6:3, 6:3                                                   |
| 1971              | Gstaad      | Brenda Kirk Laura Rossouw                                  | Françoise Durr Lea Pericoli                                | 8:6, 6:3                                                   |
| 1970              | Gstaad      | Rosie Casals Françoise Durr                                | Helga Niessen Masthoff Betty Stöve                         | 6:2, 6:2                                                   |
| 1969              | Gstaad      | Rosie Casals Billie Jean King                              | Françoise Durr Ann Haydon-Jones                            | 8:6, 6:3                                                   |
| 1968 (lipiec)     | Gstaad      | Rosie Darmon Annette Du Plooy                              | Helen Amos Elena Subirats                                  | 6:1, 6:3                                                   |
| 1968 (czerwiec)   | Lugano      | Annette Du Plooy Lesley Turner Bowrey                      | Edda Buding Helga Niessen                                  | 6:4, 6:3                                                   |
| Początek Ery Open |             |                                                            |                                                            |                                                            |
| 1967              | Brak danych | Brak danych                                                | Brak danych                                                | Brak danych                                                |
| 1966              | Gstaad      | Roberta Beltrame Françoise Durr                            | Helga Schultze Sonja Pachta                                | walkower                                                   |
| 1965              | Lugano      | Sylvana Lazzarino Lea Pericoli                             | Françoise Durr Jeanine Lieffrig                            | 6:1, 6:1                                                   |
| 1964 (lipiec)     | Gstaad      | Margaret Smith Lesley Turner                               | Roberta Beltrame Annette Van Zyl                           | 6:4, 6:1                                                   |
| 1964 (czerwiec)   | Lozanna     | Renee Schuurman Karen Susman                               | Roberta Beltrame Christiane Mercelis                       | 7:5, 6:4                                                   |
| 1963              | Gstaad      | Robyn Ebbern Lesley Turner                                 | Norma Baylon Renee Schuurman                               | 6:1, 6:4                                                   |
| 1962              | Lugano      | Justina Bricka Margaret Smith                              | Jan Lehane Lesley Turner                                   | 6:3, 6:2                                                   |